# Lee Cooper
Ne doit pas être confondu avec Lee (jeans).
Lee Cooper est une entreprise de confection textile anglaise, célèbre pour ses blue-jeans, filiale de la société américaine Iconix Brand Group. Le siège social et les bureaux de l'entreprise sont basés à Shoreditch, un quartier de la banlieue est de Londres (East End).

## Histoire
Morris Cooper et son ami Louis Maister créent en 1908 à East End, la Morris Cooper Factory, une entreprise de confection de vêtements de travail pour les ouvriers.
En 1914, Morris Cooper fabrique les uniformes des soldats britanniques, qui seront réputés pour leur solidité.
En 1931, la société est renommée M. Cooper Overalls et commence la fabrication de salopettes en jean.
Puis en 1945, Harold, le fils du fondateur Morris Cooper, oriente l'entreprise vers une confection de vêtements communs, en s'appuyant sur la toile Denim, dont Lee Cooper est l'un des précurseurs. Il ajoute le nom de jeune fille de sa femme, Leigh, et choisit de simplifier l'orthographe pour la création de la nouvelle marque qui deviendra Lee Cooper. Le succès du denim est immédiat et dans les années 1960, la jeunesse anglaise adopte la marque : elle habille les stars, dont les Beatles et les Rolling Stones.
« Le rock, la désinvolture anglaise, la nature à l'état brut, les grands espaces, mais aussi l'univers urbain délimitent le territoire de la marque ».
Le 20 juillet 2001, Lee Cooper est repris par le discounter anglais Matalan (en) pour un montant de 45 millions de livres.
Pour l'été 2012, Lee Cooper lance une nouvelle gamme « kids » en ouvrant son univers aux filles et aux garçons de 4 à 14 ans.

## Identité visuelle (logo)

Logo de Lee Cooper
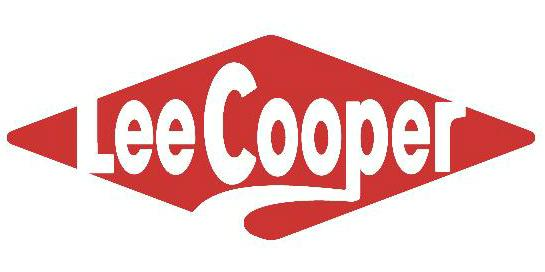
1992-2008.
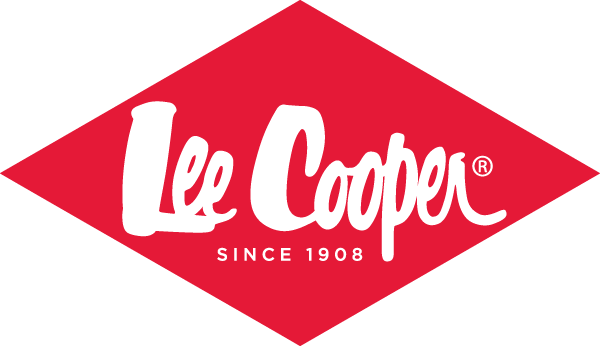
Depuis 2008.

## Rachat parSun Capital Partners
Le 5 mai 2005, le fonds d'investissements américain Sun Capital Partners rachète Lee Cooper à Matalan. Le montant de la transaction est de 30,5 millions de livres sterling soit 45 millions d'euros. La division française de Lee Cooper est quant à elle reprise par Vivat Holding B.V.
Peu de temps après, Lee Cooper France est placé en redressement judiciaire et son propriétaire Sun Capital Partners transfère la propriété de la division française de la marque à la société Doserno basée à Chypre,,. S'ensuit une augmentation des droits de licence.

## Cession àIconix Brand Group
En février 2013, Sun Capital Partners vend Lee Cooper au groupe américain Iconix Brand Group. Le prix de vente communiqué par Sun Capital Partners est de 65 millions d'euros.

## Lee Cooper en Europe
Dans les années 1980, Lee Cooper organisait sa production en trois parties : 
- interne : usines françaises à Rivery, Doullens, Moreuil, Boulogne-sur-Mer[9] ;
- cogestion : usine Lee Cooper Tunisie, à Ras Jebel, créée en 1975[10] ;
- sous-traitance : pays de l'Est tels que la Roumanie.

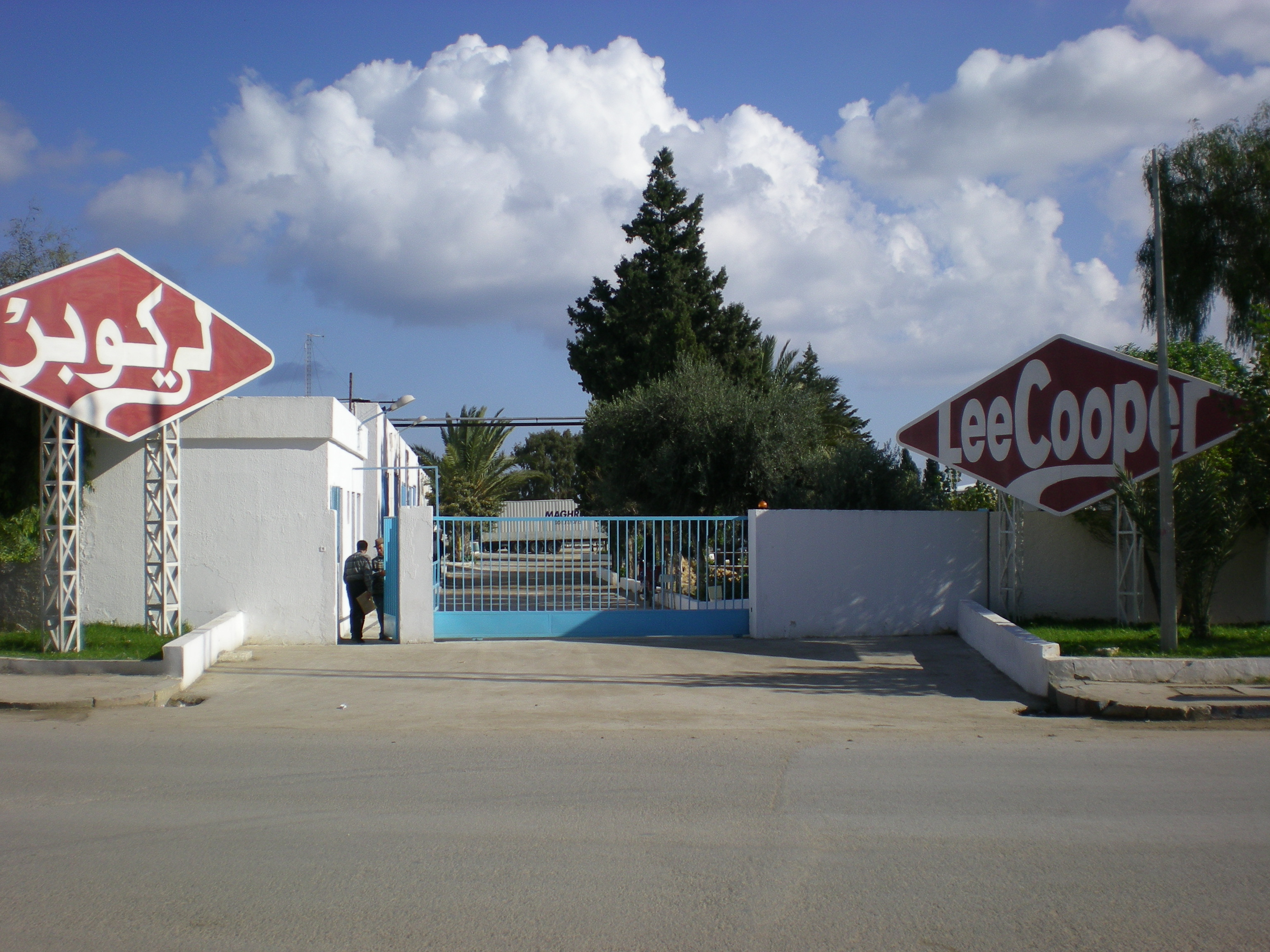
Usine Lee Cooper à Ras_Jebel (Tunisie).

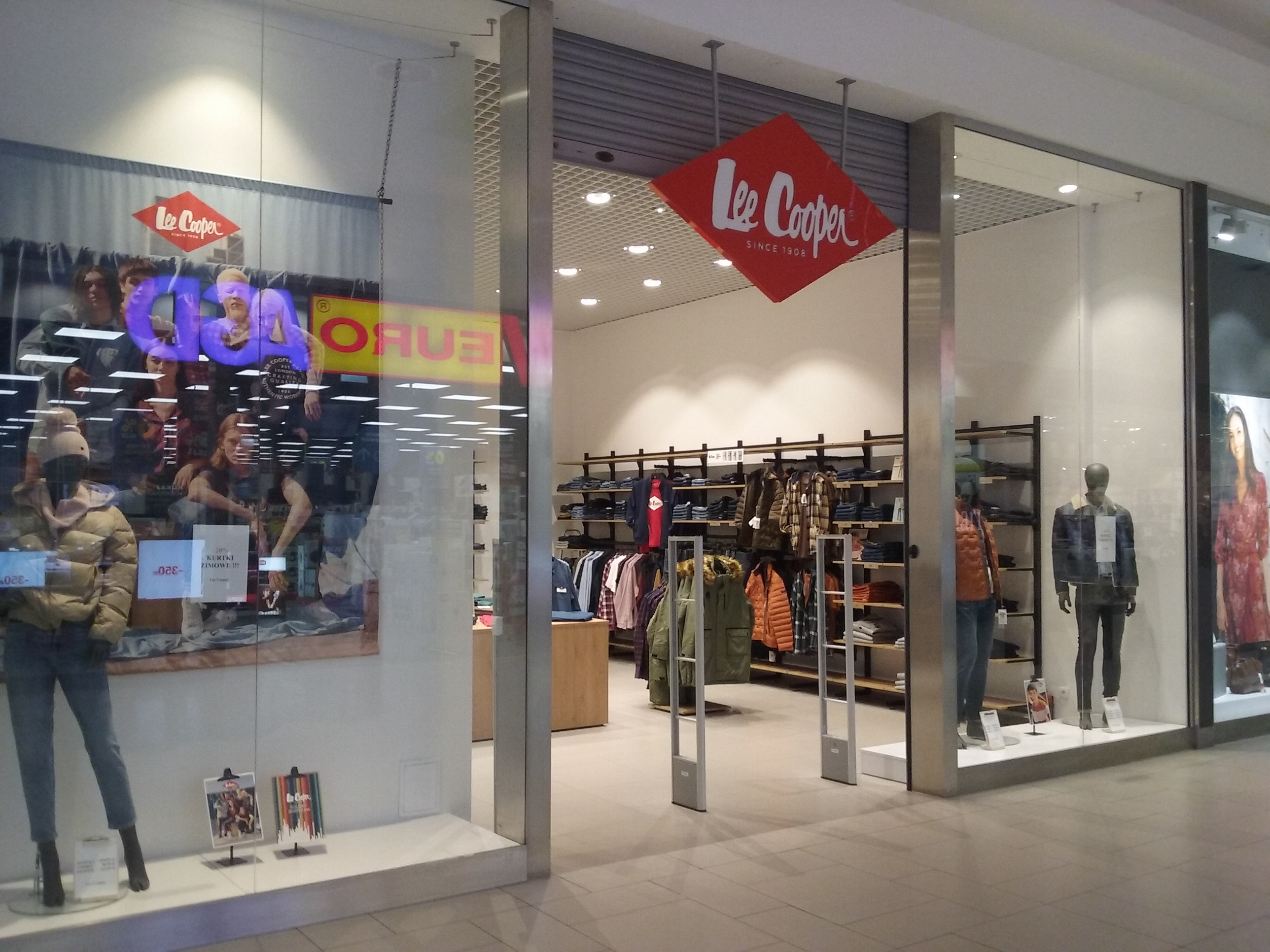
Salle d'exposition Lee Cooper à Tomaszów Mazowiecki, Pologne.

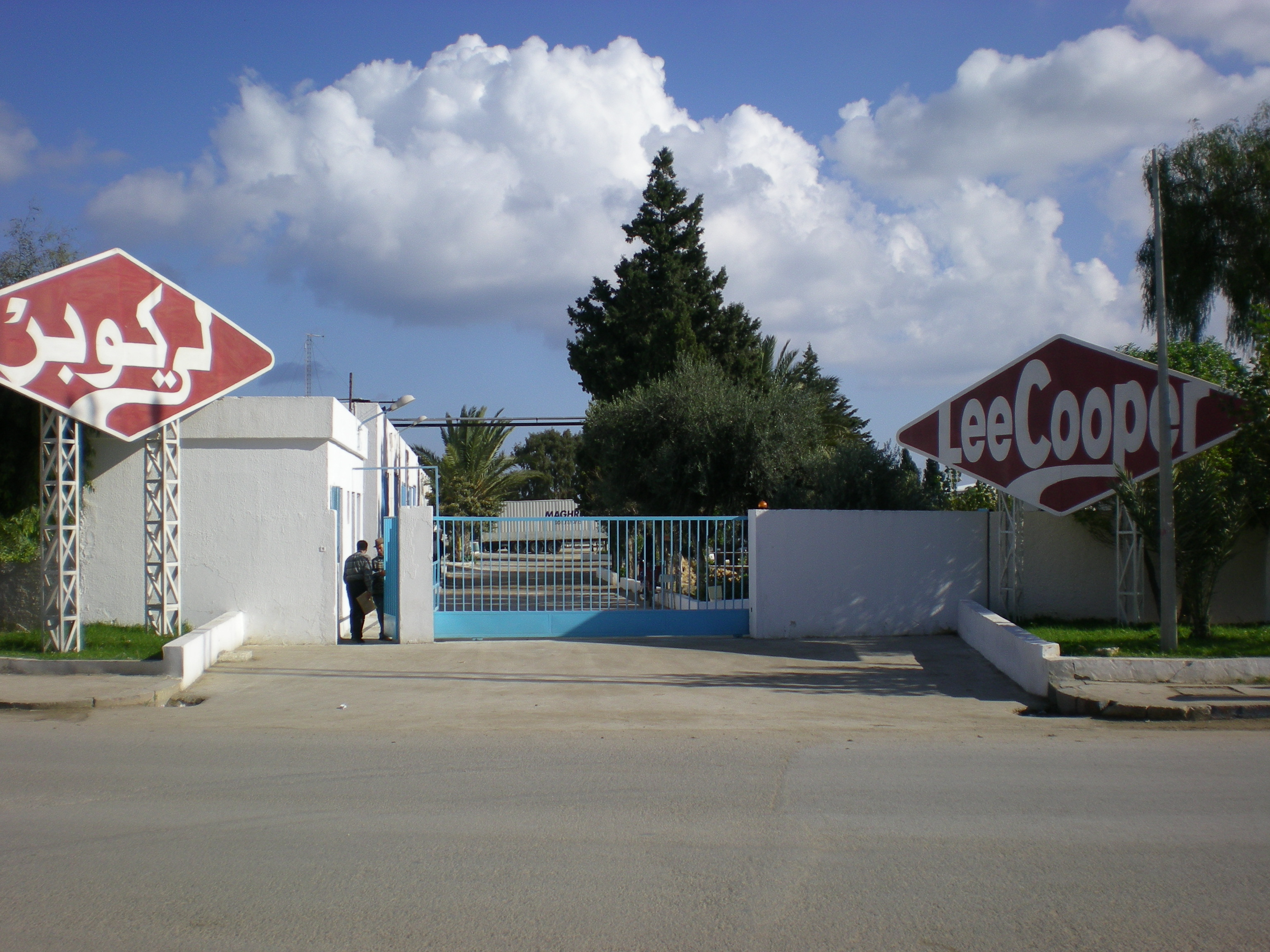
Usine Lee Cooper à Ras Jebel.

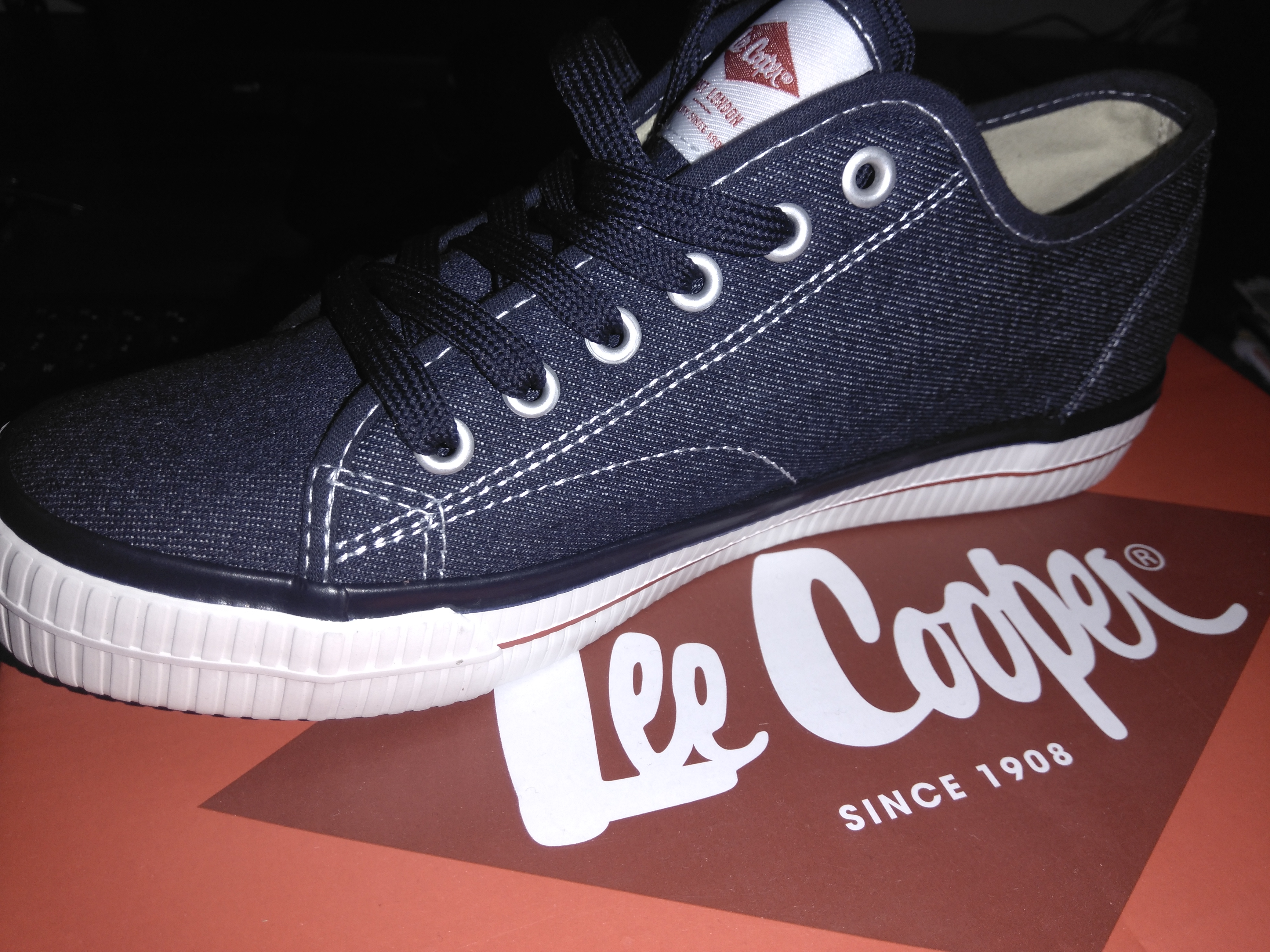
Une paire de sneakers Lee Cooper.

Sa distribution était organisée par pays, avec deux entrepôts un sur Marignane, pour réceptionner depuis les pays du Maghreb et l'autre dans la Vallée Saint-Ladre, à Amiens, pour ventiler en Europe de l'Ouest.

## Aujourd'hui en France
Aujourd'hui[Quand ?], le site de Saint-Ladre à Amiens est toujours distributeur pour la France. La société a eu un chiffre d'affaires en 2007 de 26,6 millions d'euros en France, pour un effectif de 165 personnes. Il a quatre établissements et un résultat net de 1,4 million d'euros.
Lee Cooper France possède alors une très bonne trésorerie (20 millions €) qui sert au renflouement de sa maison mère anglaise. La marque ayant été transférée, les droits de licence augmentent considérablement.
Devant ces difficultés se répercutant sur la gestion de l'entreprise, la société est mise en liquidation judiciaire en 2010 avec le licenciement économique de 123 salariés. Linda Textile (Paris) la reprend pour 500 000 € (fonds de commerce français, stock, matériel et droits de licence suisse et irlandais) et ne garde que 45 salariés.
Est créée la même année à Amiens, la société Lee Cooper France. Son chiffre d'affaires atteint en 2012 environ 15,5 M€ employant moins de 49 salariés.
Le 28 juin 2016, la cour d’appel d’Amiens crée un précédent en établissant la responsabilité du fonds d'investissements Sun Capital Partners dans le licenciement des salariés de Lee Cooper France.
Aujourd'hui[Quand ?], la marque est commercialisée en France par la société L Distrib (Paris).